# Родионенко, Владимир Викторович
Владимир Викторович Родионенко (3 апреля 1926 (1929) — ?) — участник Великой Отечественной войны, машинист торфоуборочного комбайна торфопредприятия «Назия» Министерства топливной промышленности РСФСР, Волховский район Ленинградской области. Герой Социалистического Труда (29.06.1966).

## Биография
Родился 3 апреля 1926 (по другим данным – 1929) года в ныне Белгородской области.
Окончил 7 классов школы. В 17 лет ушёл на войну, служил в Советской Армии с 29.05.1943. Участник Великой Отечественной войны. Награждён Орденом Отечественной войны 2 степени. Демобилизован в 1950 году.
После увольнения из Вооруженных Сил приехал на торфопредприятие «Назия» в деревне Жихарево Волховского (с 1977 года – Кировского) района Ленинградской области, где работал слесарем, машинистом торфоуборочных машин, а с 1965 года – машинистом торфоуборочного комбайна. Окончил вечернюю школу и курсы комбайнёров.
Досконально изучил не только технологию добычи торфа, но и новое поколение машин. В свободное от работы время разработал, а затем внедрил 20 рационализаторских предложений. Предложил торфяникам объединиться и обрабатывать сразу несколько участков. При этом практически полностью устраняется простой техники, а выработка торфа увеличивается. Этим начинанием на «Назии» гордятся по сей день. Новая организация труда, работа на один наряд позволяли даже в трудных погодных условиях выполнять намеченные задания.
Указом Президиума Верховного Совета СССР от 29 июня 1966 года за трудовые успехи, достигнутые в выполнении заданий семилетнего плана по развитию торфяной промышленности, Родионенко Владимиру Викторовичу присвоено звание Героя Социалистического Труда с вручением ордена Ленина и золотой медали «Серп и Молот».
Избирался депутатом Назиевского поселкового, Волховского районного и Кировского городского Советов.
Трудился на предприятии до выхода на заслуженный отдых.
Проживал в Назиевском городском поселении Кировского района. 

## Награды
- Золотая медаль «Серп и Молот» (29.06.1966)
- Орден Ленина (29.06.1966)
- Орден Отечественной войны II степени (11.03.1985)[2]
- Медаль «В ознаменование 100-летия со дня рождения Владимира Ильича Ленина» (6 апреля 1970)
- Медаль «За доблестный труд»
- Медаль «За победу над Германией в Великой Отечественной войне 1941—1945 гг.» (9 мая 1945[3])
- Юбилейная медаль «Двадцать лет Победы в Великой Отечественной войне 1941—1945 гг.» (7 мая 1965[4])
- Юбилейная медаль «Тридцать лет Победы в Великой Отечественной войне 1941—1945 гг.»[5]
- Медаль «Сорок лет Победы в Великой Отечественной войне 1941-1945 гг.»[6]

- Медаль «30 лет Советской Армии и Флота»[7]
- Юбилейная медаль «40 лет Вооружённых Сил СССР»[8]
- Юбилейная медаль «50 лет Вооружённых Сил СССР» (26 декабря 1967[9])
- Юбилейная медаль «60 лет Вооружённых Сил СССР» (28 января 1978[10])

- Знак МО СССР «25 лет Победы в Великой Отечественной войне» (24 апреля 1970)

## Память
- Его имя увековечено в Главном Храме Вооружённых сил России, и навсегда запечатлено на мемориале «Дорога памяти»